# Hòa Thành, Cà Mau
Hòa Thành là một phường thuộc tỉnh Cà Mau, Việt Nam.

## Địa lý
Phường Hòa Thành có vị trí địa lý:
- Phía đông giáp xã Định Thành và xã Phong Thạnh
- Phía tây giáp phường Lý Văn Lâm và xã Lương Thế Trân
- Phía nam giáp xã Tạ An Khương
- Phía bắc giáp phường Tân Thành.

Phường Hòa Thành có diện tích 97,29 km², dân số năm 2024 là 47.167 người, mật độ dân số đạt 484 người/km².

## Lịch sử
Trước năm 1956, xã Hòa Thành thuộc quận Giá Rai, tỉnh Bạc Liêu.
Ngày 9 tháng 3 năm 1956, Chính quyền Việt Nam Cộng hòa ban hành Sắc lệnh số 32-NV về việc thành lập tỉnh Cà Mau trên cơ sở một phần và sáp nhập 4 xã: Định Thành, Hòa Thành, Tân Thành, Phong Thạnh Tây thuộc quận Giá Rai, tỉnh Bạc Liêu.
Ngày 22 tháng 10 năm 1956, Tổng thống Việt Nam Cộng hòa Ngô Đình Diệm ban hành Sắc lệnh số 143-NV về việc:
- Thành lập tỉnh An Xuyên trên cơ sở đổi tên tỉnh Cà Mau.
- Đổi tên tỉnh lỵ Cà Mau thành Quản Long. Xã Hòa Thành thuộc quận Quản Long.

Sau năm 1975, xã Hòa Thành thuộc huyện Châu Thành, tỉnh Cà Mau.
Ngày 20 tháng 9 năm 1975, Bộ Chính trị ban hành Nghị quyết số 245-NQ/TW về việc hợp nhất tỉnh Bạc Liêu, tỉnh Cà Mau và 2 huyện An Biên, Vĩnh Thuận (ngoại trừ 2 xã Đông Yên và Tây Yên) của tỉnh Rạch Giá thành một tỉnh mới, tên gọi tỉnh mới cùng với nơi đặt tỉnh lỵ sẽ do địa phương đề nghị lên.
Ngày 20 tháng 12 năm 1975, Bộ Chính trị ban hành Nghị quyết số 19/NQ về việc hợp nhất tỉnh Bạc Liêu và tỉnh Cà Mau thành một tỉnh mới, tên gọi tỉnh mới cùng với nơi đặt tỉnh lỵ sẽ do địa phương đề nghị lên.
Ngày 24 tháng 2 năm 1976, Chính phủ Cách mạng Lâm thời Cộng hòa miền Nam Việt Nam ban hành Nghị định số 3/NQ/1976 về việc hợp nhất tỉnh Bạc Liêu và tỉnh Cà Mau thành một tỉnh mới, lấy tên là tỉnh Bạc Liêu – Cà Mau. Khi đó, xã Hòa Thành thuộc huyện Châu Thành, tỉnh Bạc Liêu – Cà Mau.
Ngày 10 tháng 3 năm 1976, Chính phủ ban hành Nghị quyết về việc thành lập tỉnh Minh Hải trên cơ sở đổi tên tỉnh Bạc Liêu – Cà Mau. Khi đó, xã Hòa Thành thuộc huyện Châu Thành, tỉnh Minh Hải.
Ngày 11 tháng 7 năm 1977, Hội đồng Chính phủ ban hành Quyết định số 181-CP về việc sáp nhập xã Hòa Thành huyện Châu Thành mới giải vào huyện Giá Rai.
Ngày 29 tháng 12 năm 1978, Hội đồng Chính phủ ban hành Quyết định số 326-CP về việc chuyển xã Hòa Thành thuộc huyện Giá Rai về huyện Cà Mau mới thành lập quản lý.
Ngày 25 tháng 7 năm 1979, Hội đồng Chính phủ ban hành Quyết định số 275-CP về việc chia xã Hòa Thành thành 3 xã: Hòa Thành, Hòa Tân, Bình Thành.
Ngày 30 tháng 8 năm 1983, Hội đồng Bộ trưởng ban hành Quyết định số 94-HĐBT về việc sáp nhập xã Hoà Thành và xã Bình Thành của huyện Cà Mau mới giải thể vào thị xã Cà Mau quản lý.
Ngày 14 tháng 2 năm 1987, Hội đồng Bộ trưởng ban hành Quyết định số 33B-HĐBT về việc giải thể xã Bình Thành để sáp nhập vào xã Hòa Thành và xã Hòa Tân; tách một phần diện tích và dân số của hai xã này để sáp nhập vào xã Định Bình.
Xã Hòa Thành có 2.589 hécta đất và 7.518 nhân khẩu.
Ngày 6 tháng 11 năm 1996, Quốc hội ban hành Nghị quyết về việc chia tỉnh Minh Hải thành tỉnh Bạc Liêu và tỉnh Cà Mau. Khi đó, xã Hòa Thành thuộc thị xã Cà Mau, tỉnh Cà Mau.
Ngày 14 tháng 4 năm 1999, Chính phủ ban hành Nghị định số 21/1999/NĐ-CP về việc thành lập thành phố Cà Mau thuộc tỉnh Cà Mau. Xã Hòa Thành trực thuộc thành phố Cà Mau.
Tính đến ngày 31/12/2024:
- Xã Hòa Tân được chia thành 8 ấp: Bùng Binh 1, Bùng Binh 2, Cái Nai, Cái Su, Gành Hào 1, Gành Hào 2, Hòa Đông, Xóm Chùa.
- Xã Hòa Thành có 10 ấp: Bùng Binh, Cái Ngang, Hòa Nam, Hòa Trung, Tân Hóa, Tân Hóa A, Tân Phong A, Tân Phong B, Tân Trung, Xóm Chùa.

Ngày 12 tháng 6 năm 2025, Quốc hội ban hành Nghị quyết số 202/2025/QH15 về việc sắp xếp đơn vị hành chính cấp tỉnh (nghị quyết có hiệu lực từ ngày 12 tháng 6 năm 2025). Theo đó, sáp nhập tỉnh Bạc Liêu vào tỉnh Cà Mau.
Ngày 16 tháng 6 năm 2025, Ủy ban Thường vụ Quốc hội ban hành Nghị quyết số 1655/NQ-UBTVQH15 về việc sắp xếp các đơn vị hành chính cấp xã của tỉnh Cà Mau năm 2025 (nghị quyết có hiệu lực từ ngày 16 tháng 6 năm 2025). Theo đó, thành lập phường Hòa Thành thuộc tỉnh Cà Mau trên cơ sở toàn bộ 33,1 km² diện tích tự nhiên, quy mô dân số là 11.807 người của xã Hòa Tân thuộc thành phố Cà Mau; toàn bộ 31,2 km² diện tích tự nhiên, quy mô dân số là 13.384 người xã Hòa Thành thuộc thành phố Cà Mau; điều chỉnh 2,23 km² diện tích tự nhiên, quy mô dân số 3.386 người của xã Tắc Vân thuộc thành phố Cà Mau; điều chỉnh 19,92 km² diện tích tự nhiên, quy mô dân số là 5.958 người của xã Định Bình thuộc thành phố Cà Mau; điều chỉnh 8,05 km² diện tích tự nhiên, quy mô dân số là 5.617 người phần còn lại của Phường 6 thuộc thành phố Cà Mau và điều chỉnh 2,79 km² diện tích tự nhiên, quy mô dân số là 7.015 người phần còn lại của Phường 7 thuộc thành phố Cà Mau.
Phường Hòa Thành có 97,29 km² diện tích tự nhiên và quy mô dân số là 47.167 người.